# Brunsholmen
Brunsholmen est une île norvégienne du comté de Hordaland appartenant administrativement à Stord.

## Description
Rocheuse et désertique, à fleur d'eau, elle s'étend sur environ 77 m de longueur pour une largeur approximative de 54 m. Elle sert de point d'appui à un pilier du pont reliant Nautøya à Spissøya.